# FAO施瓦茨
FAO施瓦茨（FAO Schwarz）創建於1862年，是美國歷史最悠久的玩具店之一，該公司以其獨特的高檔玩具而著稱。FAO施瓦茨位於紐約市第五大道的旗艦店是紐約著名的旅遊景點之一，但在2015年7月關閉。FAO施瓦茨品牌現在是其創建人FAO施瓦茨家族後裔的財產，但由ThreeSixty Group運營。

## 外部連結
- FAO Schwarz Website（页面存档备份，存于）
- History of FAO Schwarz from inception to 2001.（页面存档备份，存于）
- Article on Right Start's acquisition of FAO Schwarz.（页面存档备份，存于）
- Article on FAO Schwarz bankruptcy filings.（页面存档备份，存于）
- Another article on bankruptcy filing and store closures.（页面存档备份，存于）

40°45′48″N 73°58′20″W / 40.7634°N 73.9723°W